# 郑哲敏
郑哲敏（1924年10月2日—2021年8月25日），男，浙江鄞县人，生于山东济南，中国力学家、爆炸力学家，中国爆炸力学的主要开拓者，中国科学院院士（1980年），美国国家工程院外籍院士（1993年），中国工程院首届院士（1994年）。

## 生平
郑哲敏祖籍浙江宁波鄞县，生于山东省济南市。
1943年考入国立西南联合大学，1946年中国抗日战争胜利后，转到清华大学，1947年从清华大学毕业，并随钱伟长做助教。早年从事热应力、振动与水弹性力学、地震工程力学方面的研究。1952年，获美国加州理工学院博士学位，博士生导师为钱学森。对输水管振动的分析曾为解决其重要工程作出贡献。1960年后致力于爆炸力学及其应用的研究，涉及爆炸成型、爆破、地下强爆炸、穿甲破甲、爆炸复合、瓦斯突出、水下沙土爆炸等问题。
1983年，郑哲敏加入中国共产党。

## 奖项和荣誉

### 奖项
- 1964年，“爆炸成型机理及应用”获全国工业新产品展览一等奖
- 1982年，“流体弹塑性模型及其在核爆与穿方面的应用”获国家自然科学二等奖
- 1990年，“爆炸处理水下软基”获国家科技进步二等奖
- 1993年，获陈嘉庚技术科学奖
- 2012年，获中华人民共和国国家最高科学技术奖[7]

### 荣誉
- 1980年，当选为中国科学院院士
- 1993年，当选为美国国家工程院外籍院士
- 1994年，当选为中国工程院院士

## 家庭
父亲郑章斐，为民国时期宁波商帮钟表业代表人物，是老上海钟表行“亨得利”的主要合资人，创办了济南分行，郑家遂迁居济南。
哥哥郑维敏，中国自动控制及系统工程专家。